# 日本早熟禾
日本早熟禾（学名：Poa nipponica）为禾本科早熟禾属下的一个种。